# 普康公主 (唐懿宗)
普康公主（861年—866年8月15日），唐朝公主，是中国唐朝第十七代皇帝唐懿宗李漼的第三女。
普康公主于唐懿宗咸通二年（861年）出生，咸通七年（866年）七月初二日去世，终年六岁，被追封为平原长公主。七月三十日，普康公主被葬在长安万年县浐川乡尚傅村。  